# Crevichon
Crevichon est un îlot au large de Herm, au nord de Jethou, dans les îles Anglo-Normandes. Il a une superficie de moins de trois hectares.
Le granit fut utilisé à diverses reprises pour notamment la construction du château Cornet.